# Luftvärnsfordon
- Övre vänster: Luftvärnskanonvagn fm/43 (lvkv fm/43), Sveriges första luftvärnskanonvagn i tjänst.
- Övre höger: Lancia3Ro 90/53 luftvärnskanonbil.
- Undre vänster: Luftvärnsrobotsystemet Air Defense Anti-Tank System, ADATS, av Oerlikon Contraves i Schweiz, här monterad på ett amerikanskt M2/M3 Bradley-chassi som XM1069.
- Undre höger: Amerikansk halvbandvagn: M16 Multiple Gun Motor Carriage (M16 MGMC), med kulsprutebeväpnat luftvärnstorn.

Luftvärnsfordon är stridsfordon som är beväpnade med vapen avsedda för luftvärn, såsom luftvärnskanoner eller luftvärnsrobotar, alternativt bådadera, vars uppgift är att agera mobilt skydd för markenheter mot luftangrepp. Luftvärnsfordon  kan förflytta sig med de trupper som ska skyddas, men det finns även självgående luftvärn som agerar självständigt i batterier med eldledningscentral med mera likt stationärt luftvärn. Dito kan särklassas från andra luftvärnsfordon, exempelvis som robotavfyrningsplattform (engelska: TEL, TELAR, TLAR, etc), men särskiljning för luftvärnsfordon och självgående luftvärn kan även utbrett dras mellan dito som kan skjuta under gång (körbart läge), jämte sådant som behöver gå från transportläge till eldläge, men denna gräns är obskyr.
Luftvärnsfordon bygger ofta på splitterskyddade eller pansrade chassin vilka har försetts med luftvärnsvapen i öppen lavett eller i kanontorn. Detta skapar en mobil och skyddad plattform för luftvärnskrigföring. Chassit är ofta baserat på ett existerande chassi från en stridsvagn eller liknande fordon men det finns även flera exempel där chassit är konstruerad från grunden till bruk som luftvärnsfordon. Luftvärnsfordon har ofta kort till medellång räckvidd beroende på dess beväpning och används därför primärt mot lågflygande flygplan och helikoptrar som understödsflyg och stridshelikoptrar.

## Historia

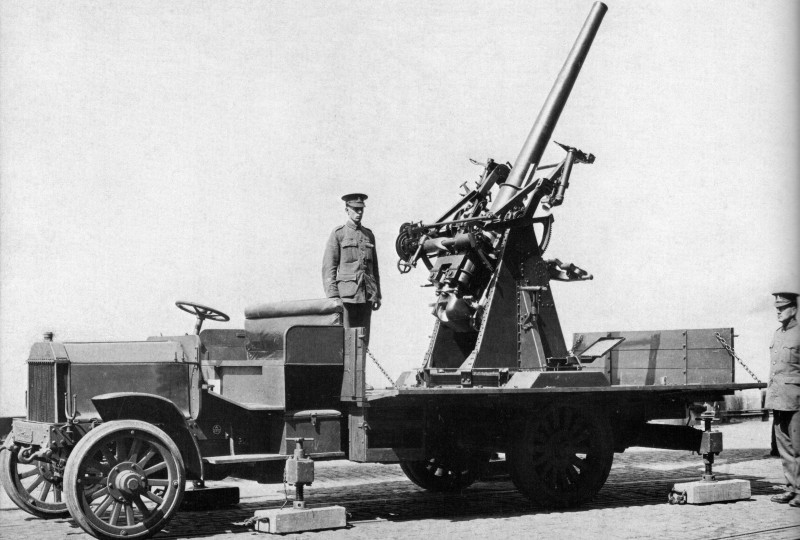
Exempel på ett luftvärnsfordon från första världskriget.

Särskilda luftvärnsfordon började byggas redan under första världskriget men fick större betydelse under mellankrigstiden och andra världskriget när man behövde ett fordon som kunde skydda fordonskolonner från attackerande flygplan. Från början hade luftvärnsfordon primärt kulsprutor och lätta automatkanoner (och till viss del även vanliga luftvärnskanoner) som beväpning, men med tiden krävdes kraftfullare beväpning vilket ledde till tyngre automatkanoner och slutligen till robotar. I modern tid är luftvärnsfordon primärt beväpnade med både robot- och kanonbeväpning.

## Typer och benämningar
Det finns flera typer av luftvärnsfordon. Vissa skiljer sig i underrede då de har hjul, band eller bådadera, medan andra skiljer sig i beväpning som kanoner eller robot. I modern tid har många system integrerad radar i stridsfordonet men det finns även system som saknar radar.
I Sverige har man ett par standardiserade benämningar för olika typer av luftvärnsfordon:
- luftvärnskanonvagn (lvkv) – skyddat bandfordon beväpnad med luftvärnsautomatkanon.
- luftvärnsrobotvagn (lvrbv) – skyddat bandfordon beväpnad med luftvärnsrobotsystem.
- luftvärnsrobotkanonvagn (lvrbkv) – skyddat bandfordon beväpnad med luftvärnsautomatkanon och luftvärnsrobotsystem.

Delbenämningen vagn syftar främst på att fordonets chassi är banddrivet och har visst splitterskydd. Hjuldrivet torde kallas -bil eller dito.

### Typexempel på luftvärnsfordon

Typexempel på luftvärnsfordon
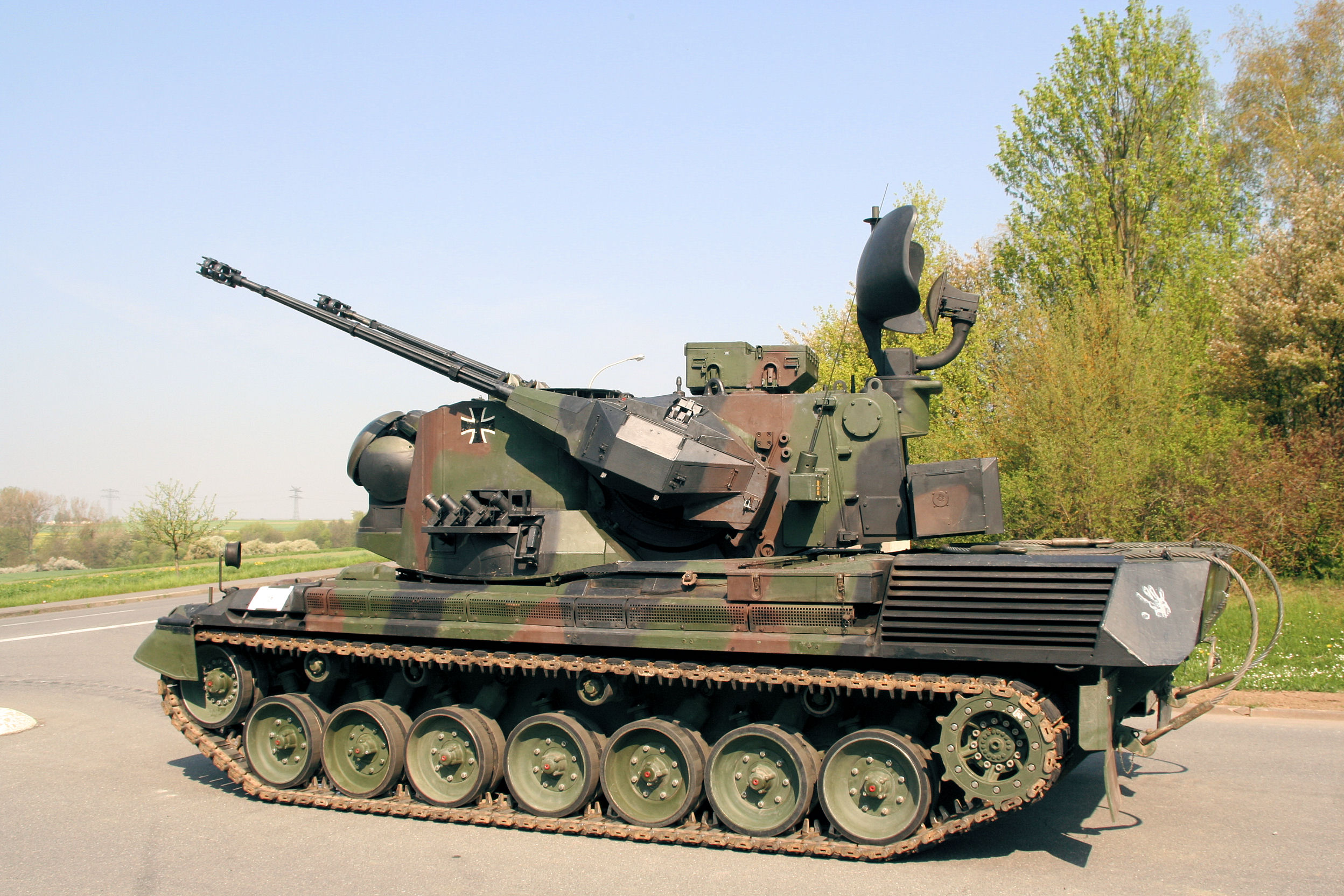
Flakpanzer Gepard, en tysk luftvärnskanonvagn.
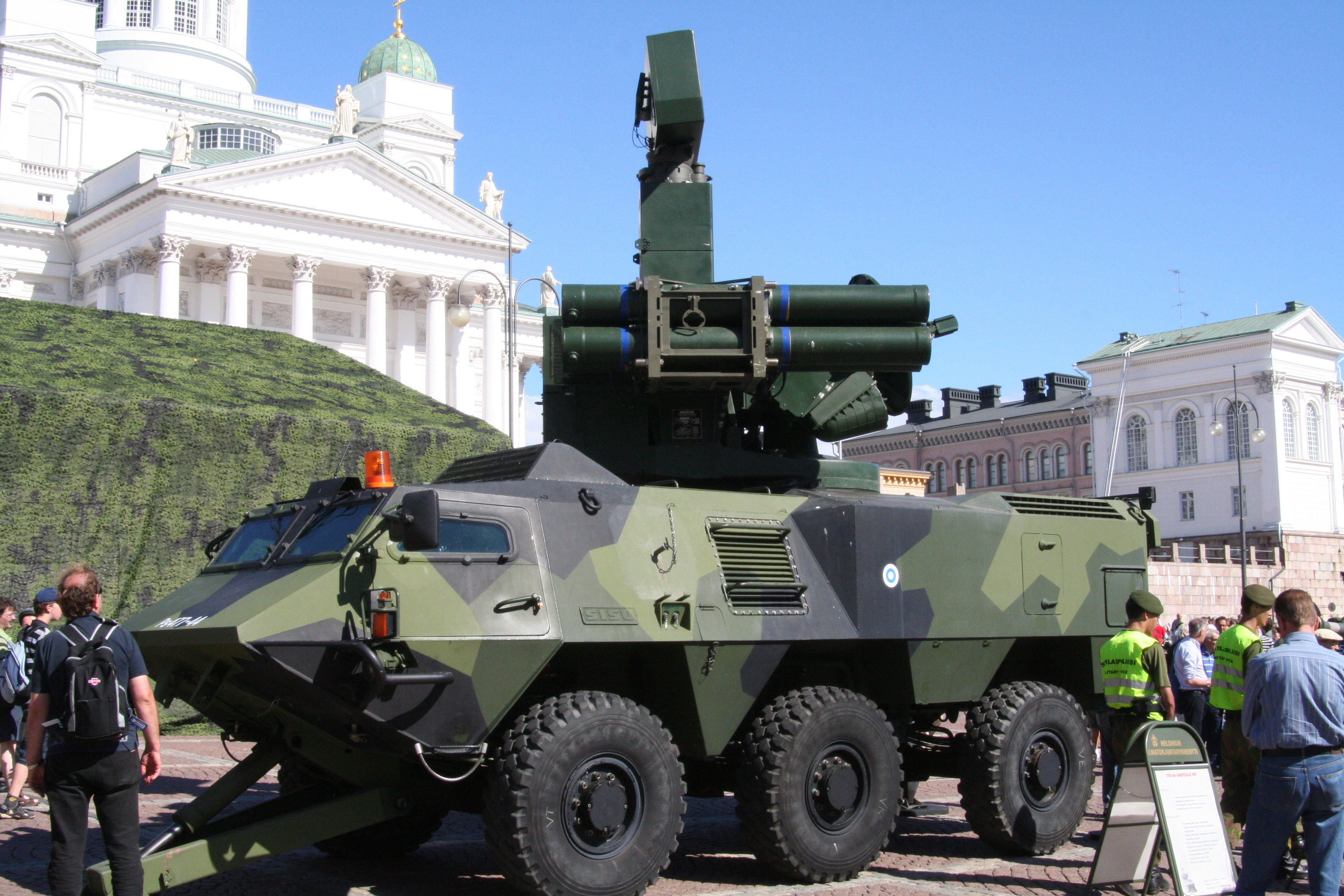
XA-181 ItO90M, en finsk luftvärnsrobotterrängbil.
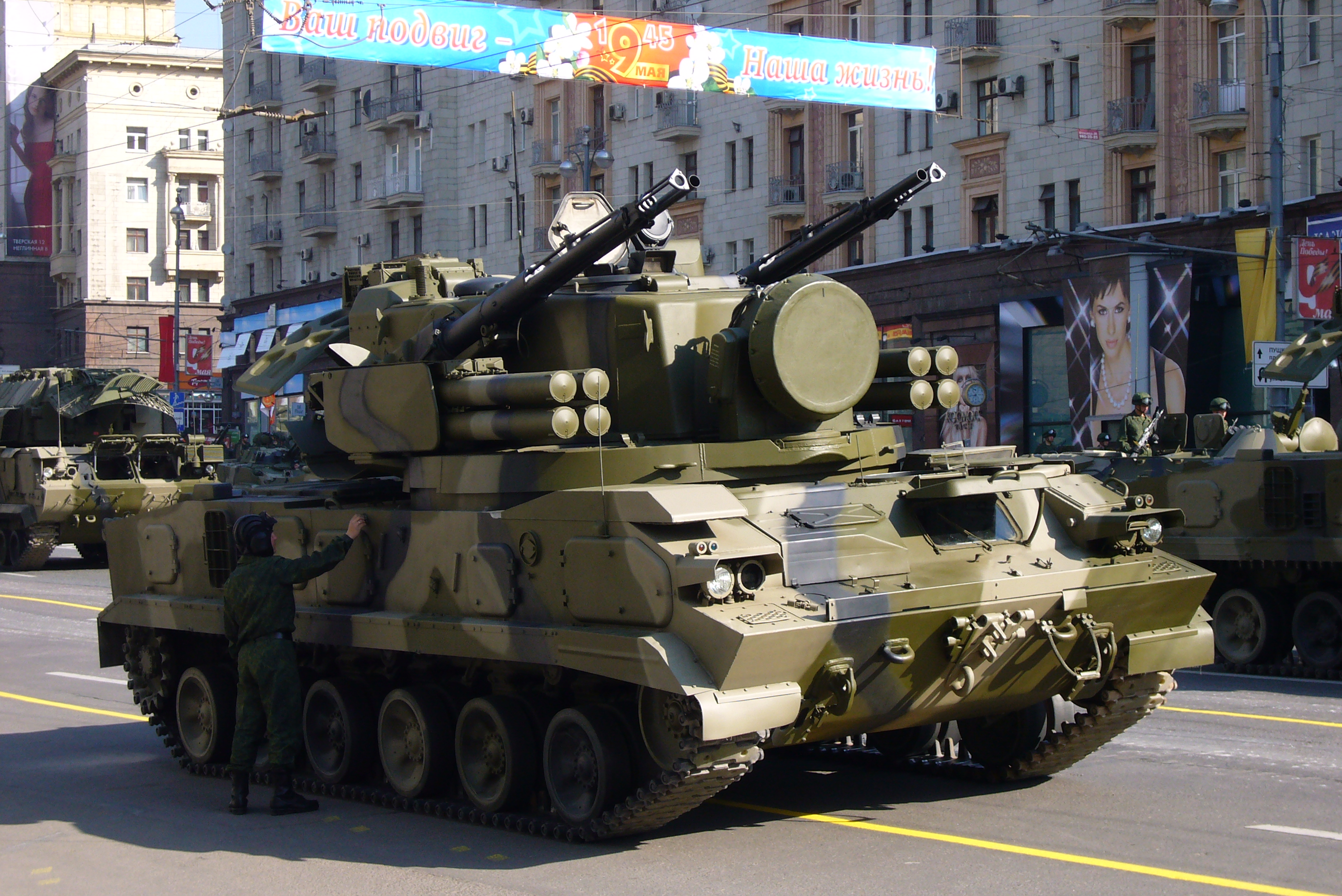
2K22 Tunguska, en rysk luftvärnsrobotkanonvagn.

## Lista över diverse luftvärnsfordon (urval)
Nedan listas diverse luftvärnsfordon per olika nationer. Vissa fordon/system är enbart exportprodukter eller prototyper som aldrig tagits i bruk.

### Amerikanska luftvärnsfordon
- M13 MGMC – amerikansk luftvärnshalvbandvagn med två 12,7 mm tksp
- M14 MGMC – amerikansk luftvärnshalvbandvagn med fyra 12,7 mm tksp
- M15 CGMC – amerikansk luftvärnshalvbandvagn med två 12,7 mm tksp och en 37 mm Luftvärnsautomatkanon
- M16 MGMC – amerikansk luftvärnshalvbandvagn med fyra 12,7 mm tksp
- M17 MGMC – amerikansk luftvärnshalvbandvagn med fyra 12,7 mm tksp
- T77E1 – amerikansk luftvärnskanonvagn med sex 12,7 mm tksp
- M19 MGMC – amerikansk luftvärnskanonvagn med två 40 mm lvakan
- M42 Duster – amerikansk luftvärnskanonvagn med två 40 mm lvakan
- XM546 Mauler – amerikansk luftvärnsrobotvagn med nio lvrb
- M48 Chaparral – amerikansk luftvärnsrobotvagn med fyra lvrb
- M163 VADS – amerikansk luftvärnskanonvagn med en 20 mm lvakan
- XM975 Roland – amerikansk luftvärnsrobotvagn med en två lvrb
- M247 Sergeant York – amerikansk luftvärnskanonvagn med två 40 mm lvakan
- XM1069 ADATS – amerikansk luftvärnsrobotkanonvagn med en 25 mm lvakan och åtta lvrb
- LAV-AD – amerikansk luftvärnsrobotkanonvagn med en 25 mm lvakan och fyra–åtta lvrb

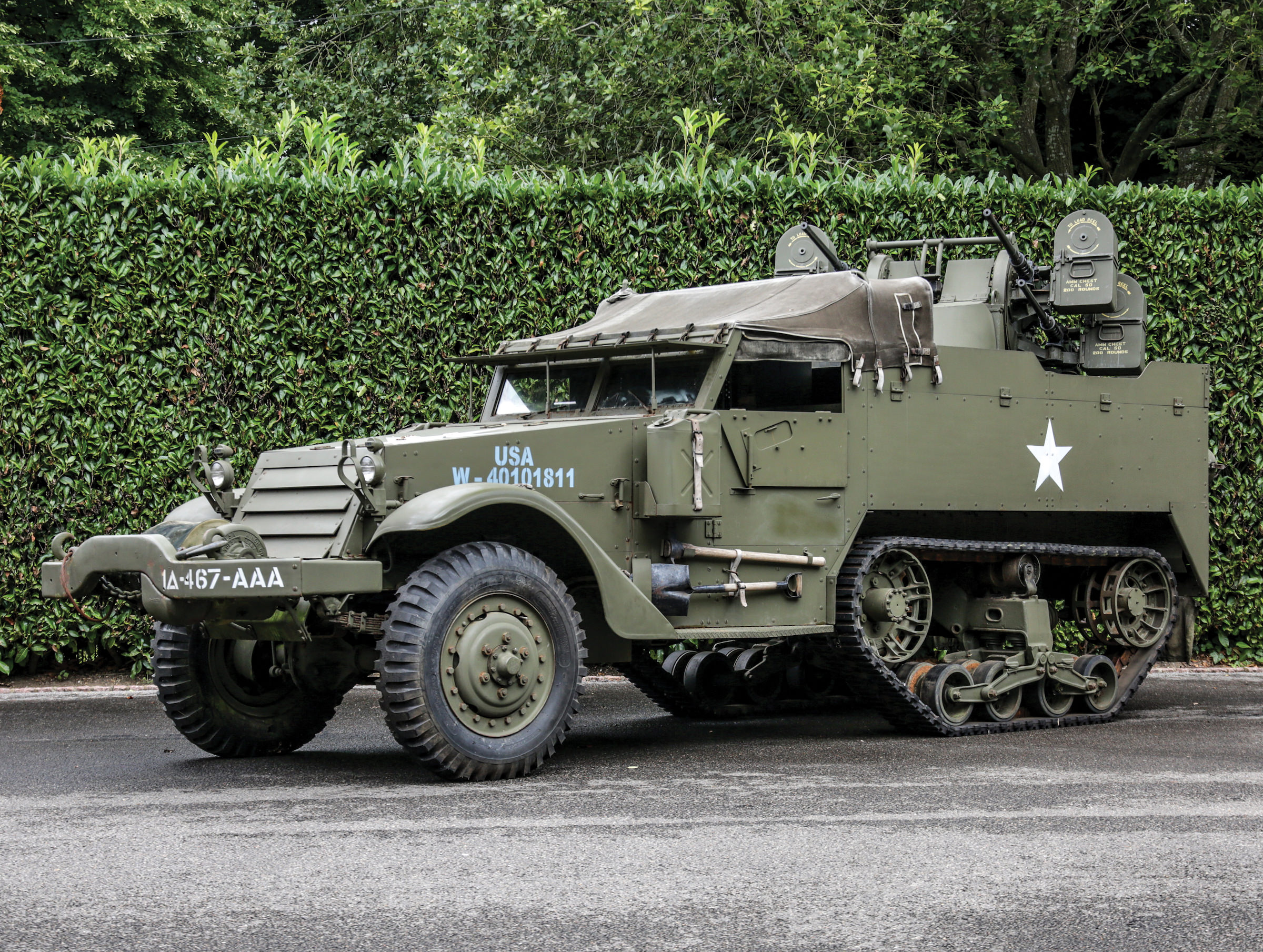
M16 MGMC
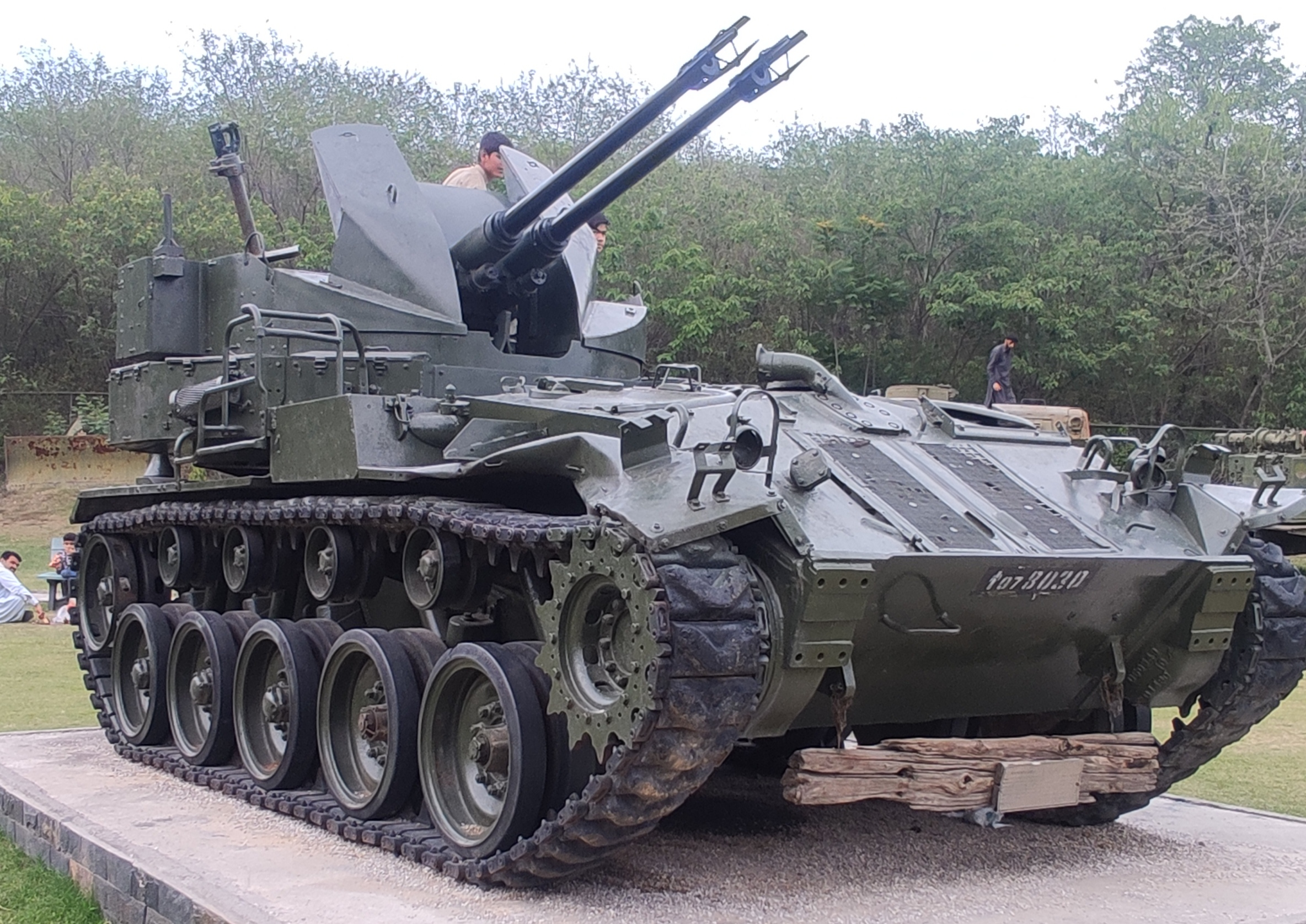
M19 MGMC
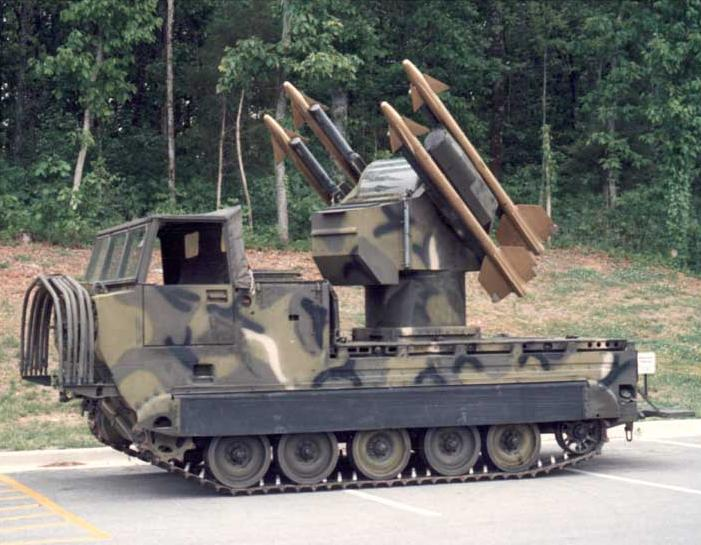
M48 Chaparral
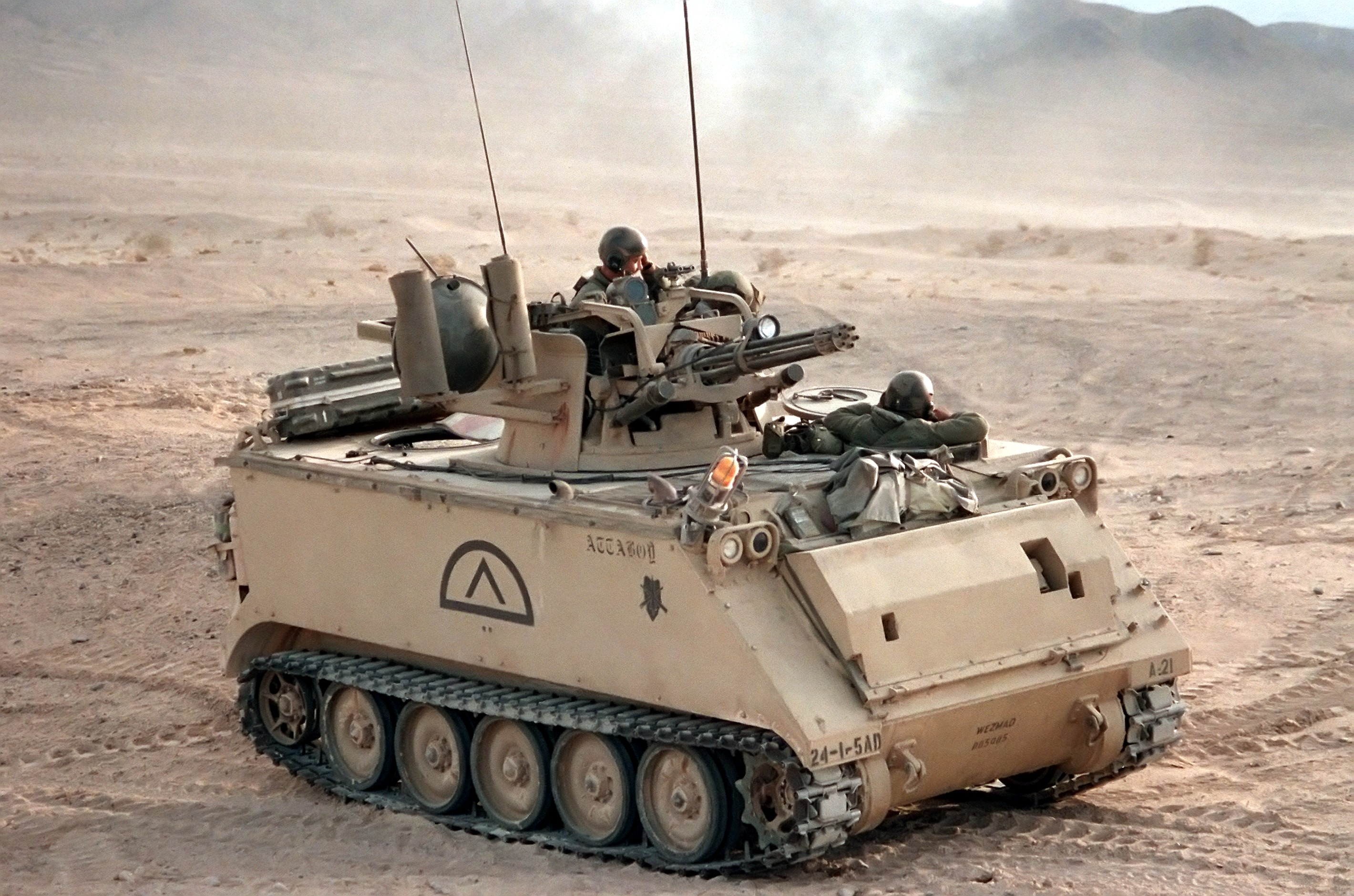
M163 VADS

### Ryska luftvärnsfordon

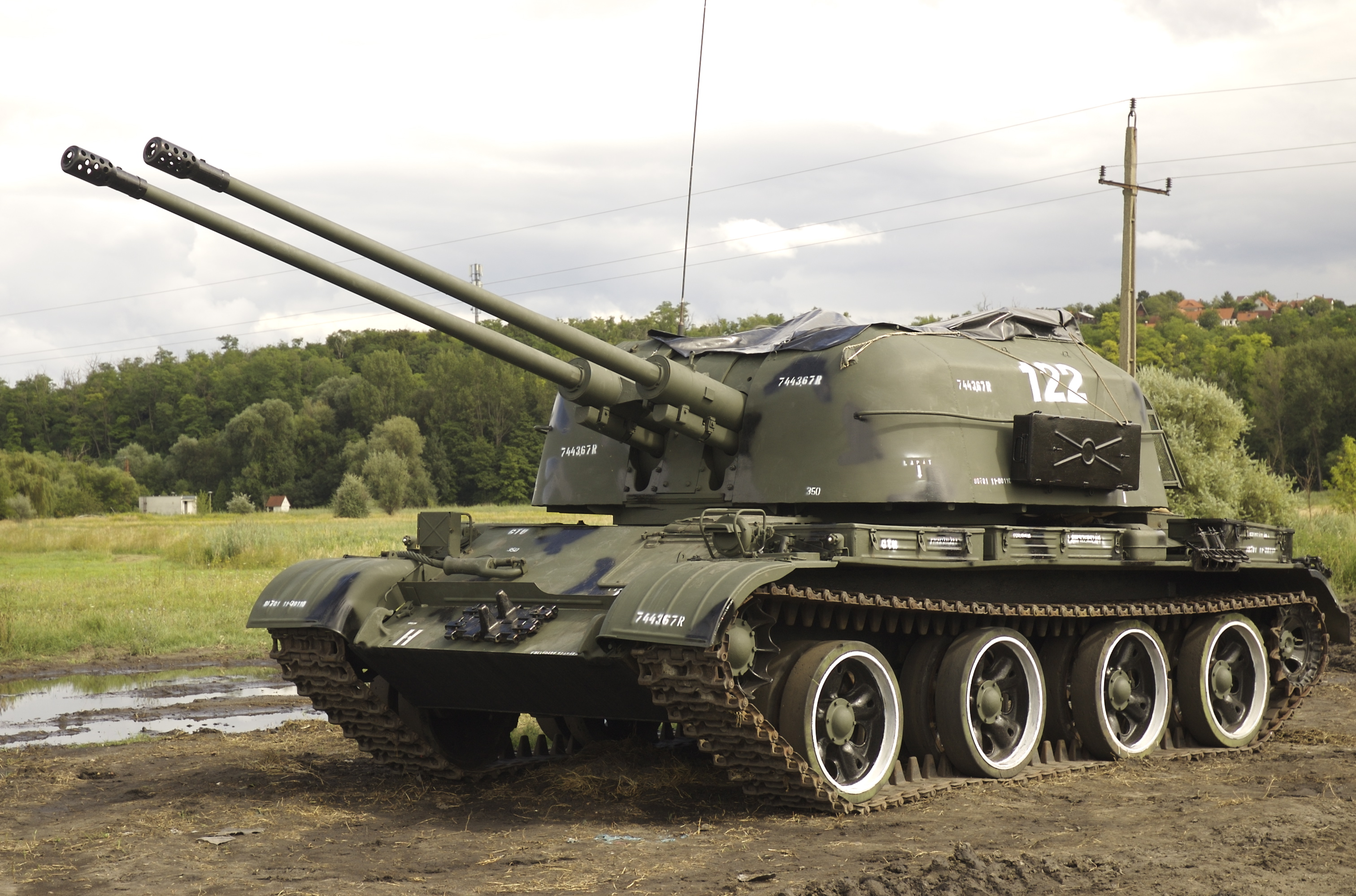
ZSU-57-2

- ZSU-37 – sovjetisk lvkv beväpnad med en 37 mm lvakan
- ZSU-57-2 – sovjetisk lvkv beväpnad med två 57 mm lvakan
- ZSU-23-4 – sovjetisk lvkv beväpnad med fyra 23 mm lvakan
- ZSU-37-2 – sovjetisk lvkv beväpnad med två 37 mm lvakan
- 9K35 Strela-10 – sovjetisk lvrbv beväpnad med fyra lvrb
- 9K330 Tor – sovjetisk lvrbv beväpnad med robotar av typen 9M330
- 2K22 Tunguska – rysk lvrbkv beväpnad med två 30 mm lvakan och åtta lvrobotar
- Tor-M2DT – rysk lvrbv. Kan bära robotarna 9M331, 9M332 och 9M338
- Pantsir-S1 – ryskt terrängfordon beväpnad med 57E6-robotar och automatkanoner av modellen 2A38M

### Svenska luftvärnsfordon

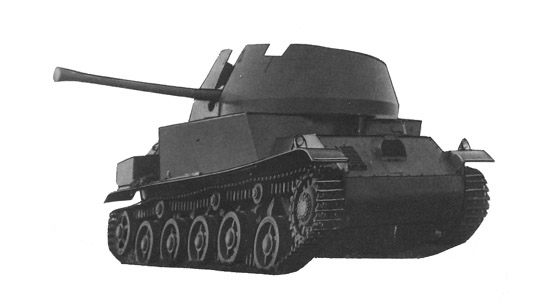
Landsverk L-62 Anti

| Beteckning                 | Beteckning                 | Fabrikatnamn        | Skrov               | Årgång | Huvudbeväpning                               |
| -------------------------- | -------------------------- | ------------------- | ------------------- | ------ | -------------------------------------------- |
| -                          | -                          | Landsverk L-62 Anti | L-60 derivat        | 1940   | 1 × 40 mm lvakan m/36                        |
| Pbil m/31 "utförande 1942" | Pbil m/31 "utförande 1942" | Bofors -            | Chevrolet/Volvo 4x4 | 1942   | 1 × 20 mm akan m/40B                         |
| Lvkv fm/43                 | Lvkv 41                    | Landsverk           | L-60 derivat        | 1946   | 2 × 40 mm lvakan m/36-43 lvkv                |
| Lvkv fm/49                 | Lvkv 42                    | Bofors VAK 4049     | ändamålsbyggt       | 1953   | 1 × 40 mm lvakan m/48                        |
| -                          | -                          | Bofors VEAK 4062    | VK 105-derivat      | 1965   | 2 × 40 mm lvakan m/48                        |
| -                          | -                          | Bofors ARMAD        | M113                | 1982   | 1 × RBS 70                                   |
| Lvrbv 701                  | Lvrbv 701                  | -                   | Ikv 103-derivat     | 1984   | 1 × RBS 70                                   |
| -                          | -                          | Bofors TRINITY      | MOWAG Shark         | 1984   | 1 × 40 mm lvakan m/48                        |
| -                          | -                          | Bofors BOSAM        | M113/ACV Puma       | 1994   | 8 × RBS 70 BOLIDE                            |
| -                          | -                          | Bofors TRIDON       | Volvo A30 (pansrad) | 1995   | 1 × 40 mm lvakan m/48                        |
| Lvkv 9040                  | Lvkv 9040                  | Bofors TRIAD        | CV90                | 1997   | 1 × 40 mm akan m/70B                         |
| -                          | -                          | Bofors TRIKA        | Volvo A30           | 1998   | 1 × 40 mm lvakan m/48                        |
| -                          | -                          | Bofors ASRAD-R      | M113                | 2001   | 4 × RBS 70 BOLIDE                            |
| -                          | -                          | Bofors BAMSE SRSAM  | Super Stallion 8×8  | 2014   | 6 × RBS 23 BAMSE (robotavfyrningsplattform)  |
| Elde 98                    | Elde 98                    | Dhiel IRIS-T SLS    | BV410               | 2018   | 4 × RBS 98 IRIS-T (robotavfyrningsplattform) |

### Tyska luftvärnsfordon

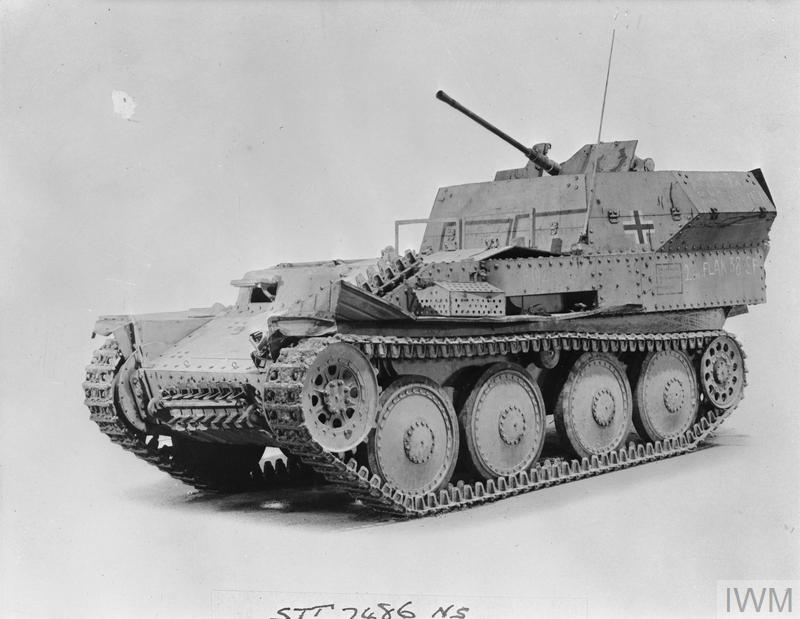
Flakpanzer 38(t)

- Flakpanzer 38(t) – tysk lvkv med en 20 mm lvakan
- Möbelwagen – tysk lvkv beväpnad med en 37 mm lvakan
- Flakpanzer IV Wirbelwind – tysk lvkv beväpnad med fyra 20 mm lvakan
- Flakpanzer IV Ostwind – tysk lvkv beväpnad med en 37 mm lvakan
- Flakpanzer IV Kugelblitz – tysk lvkv beväpnad med två 30 mm lvakan
- Flakpanzer Gepard – tysk lvkv beväpnad med två 35 mm lvakan

## Mer bilder

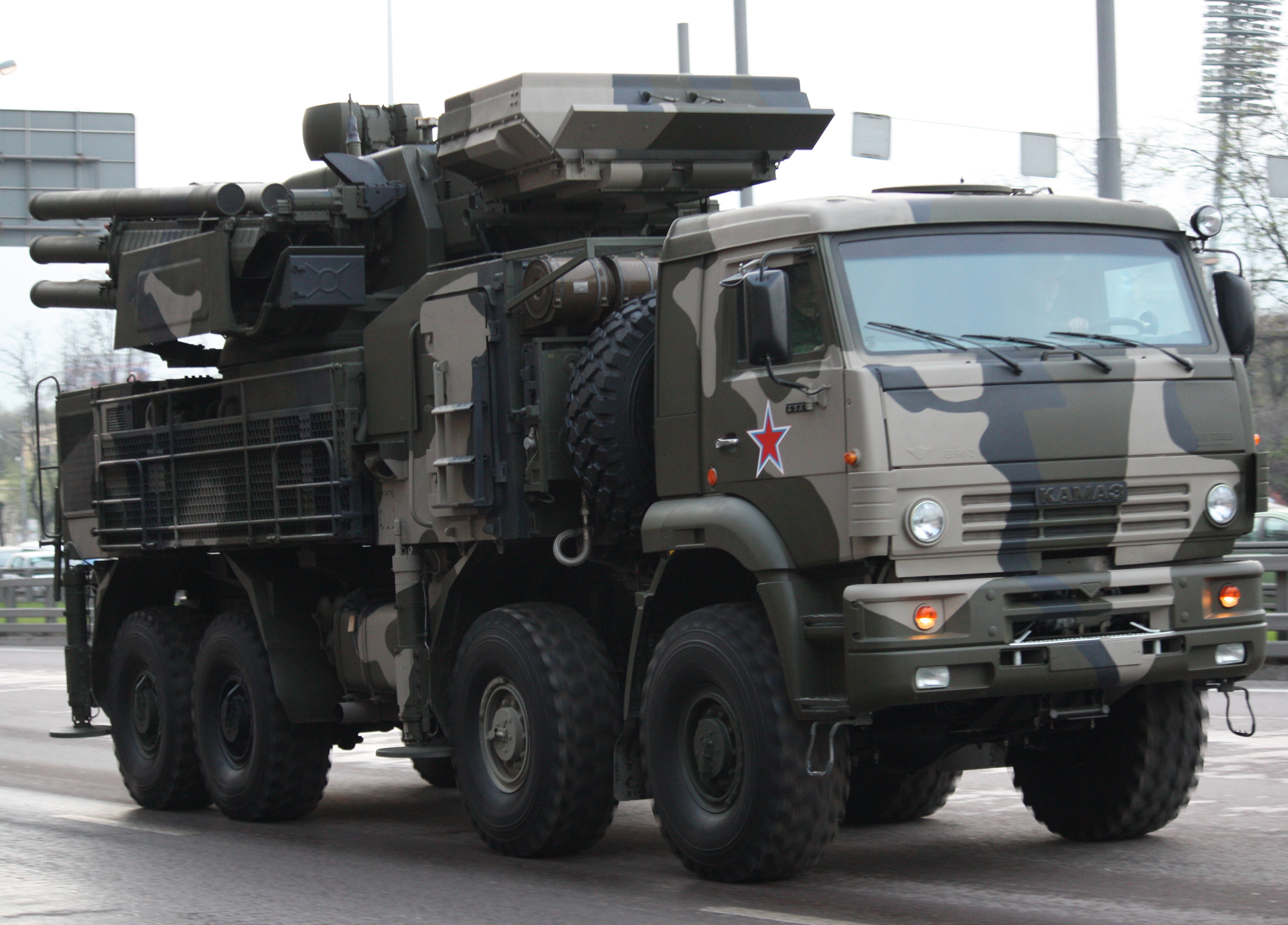
Pantsir-S1
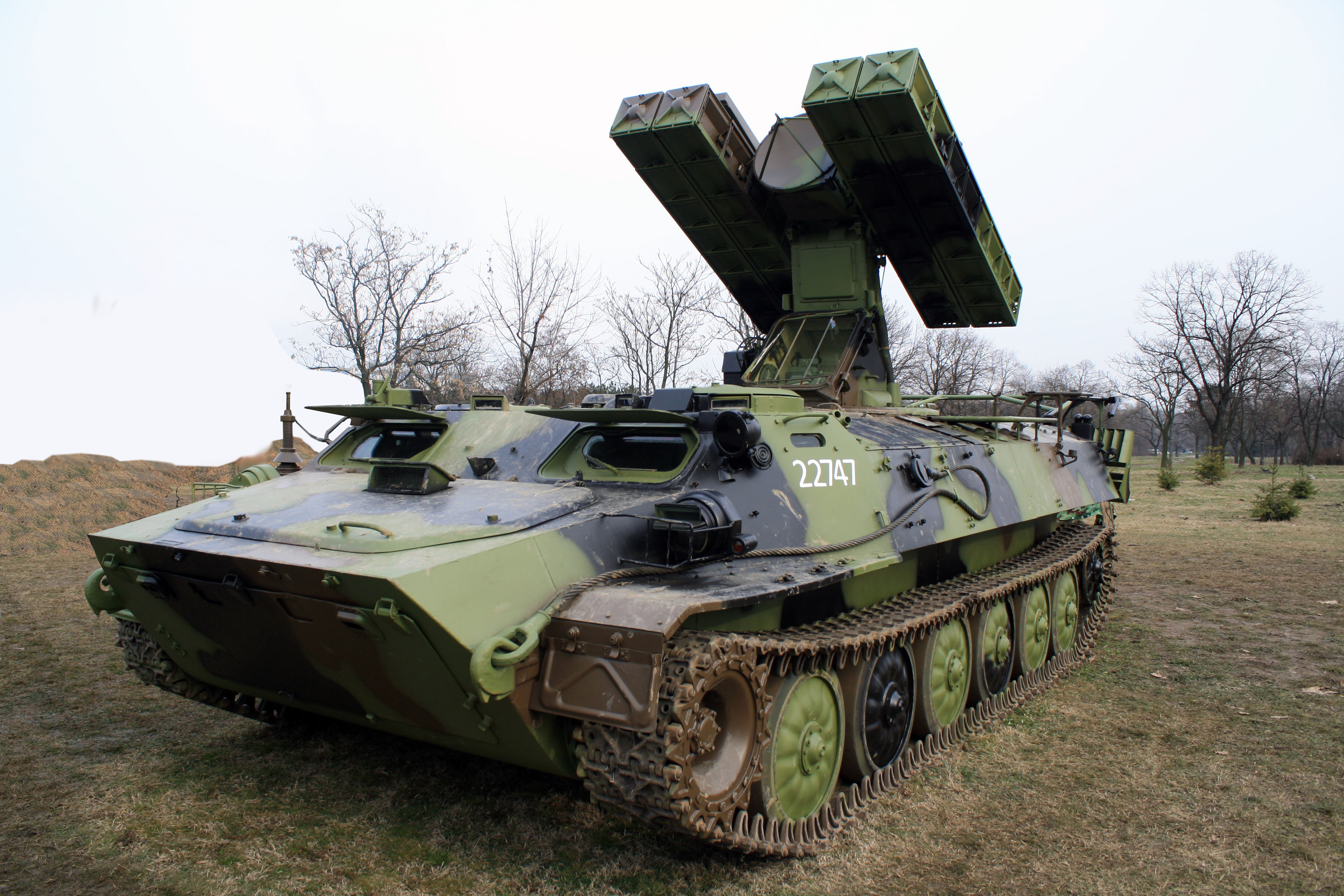
9K35 Strela-10
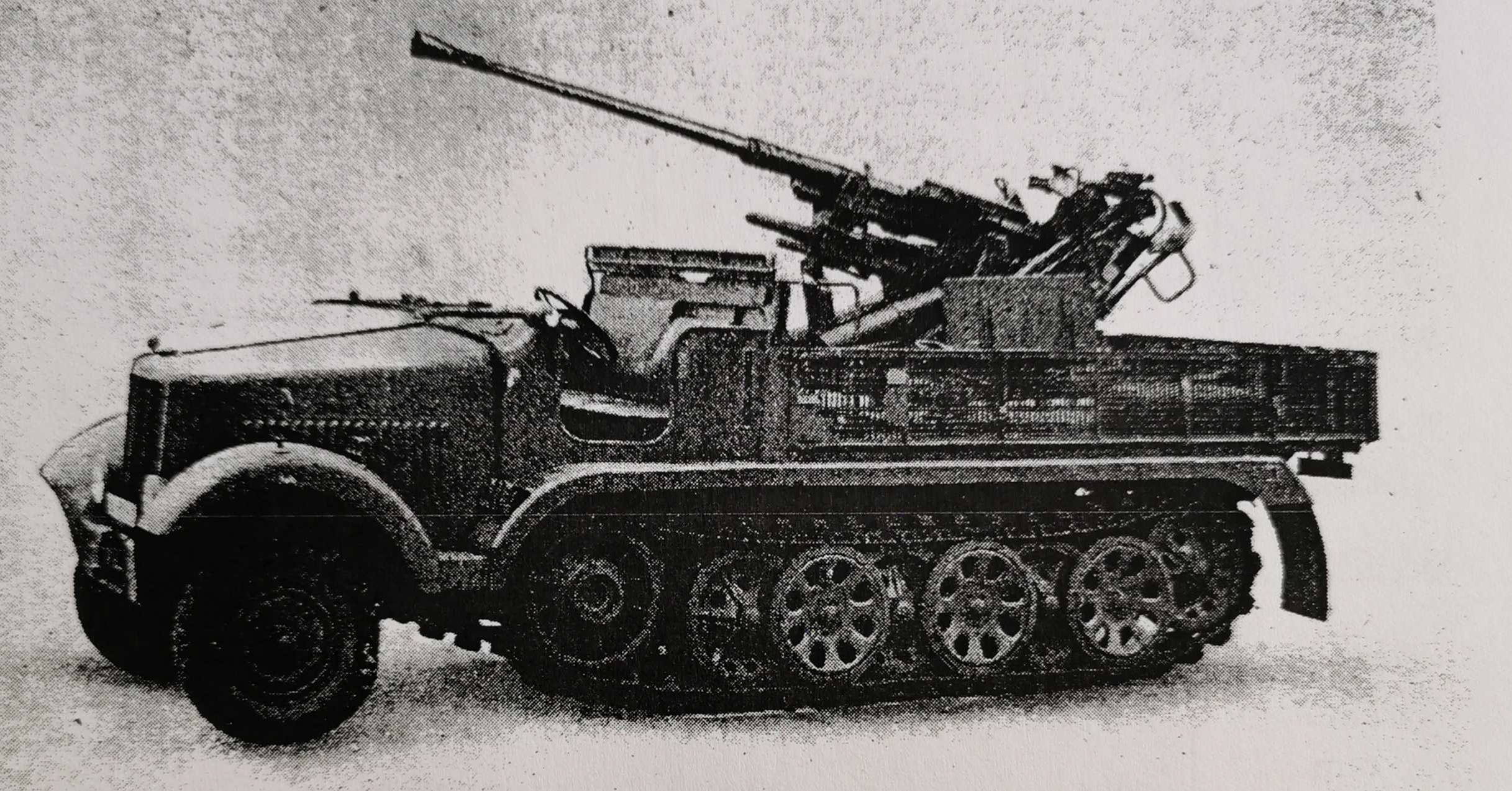
SdKfz 6/2
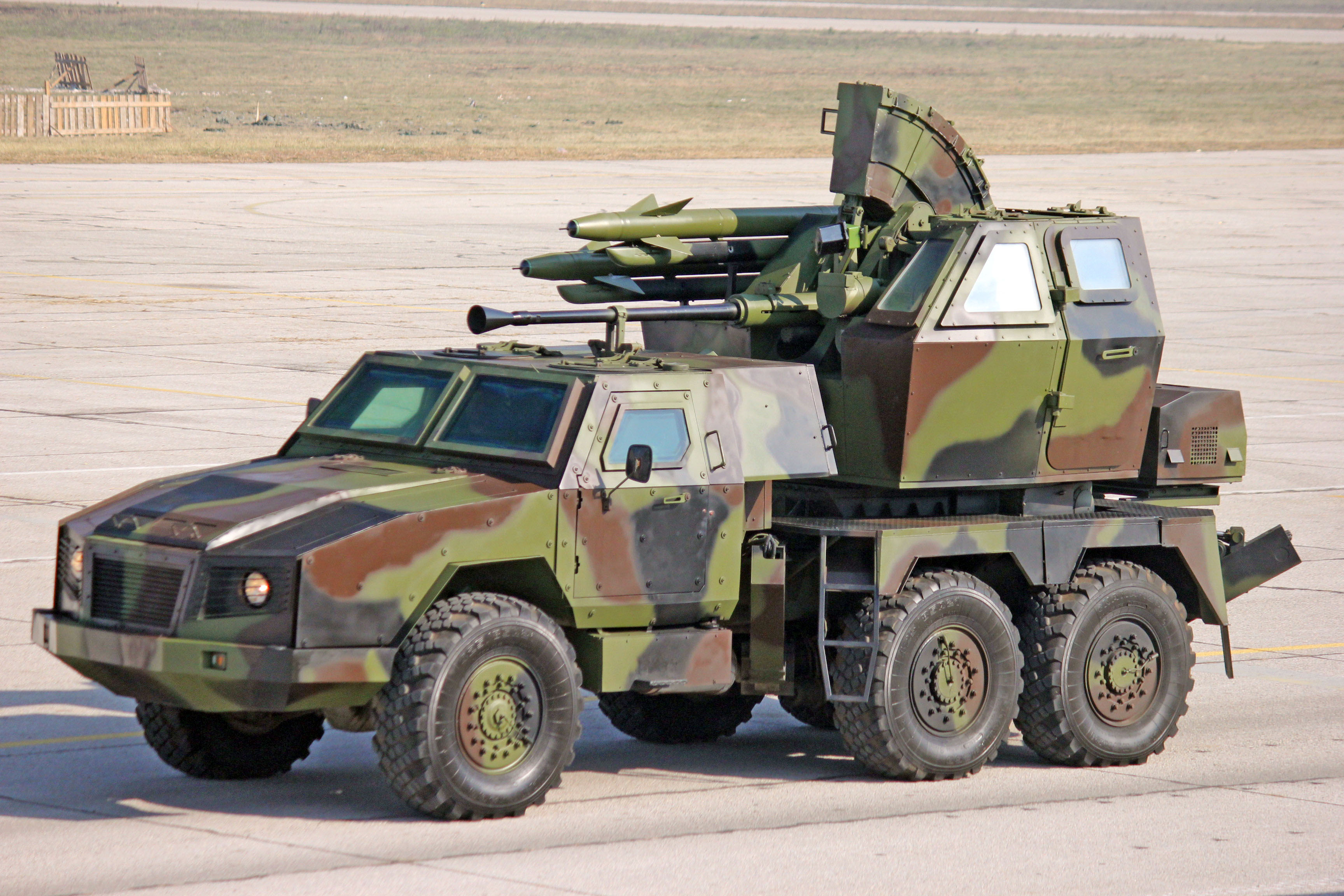
PASARS-16
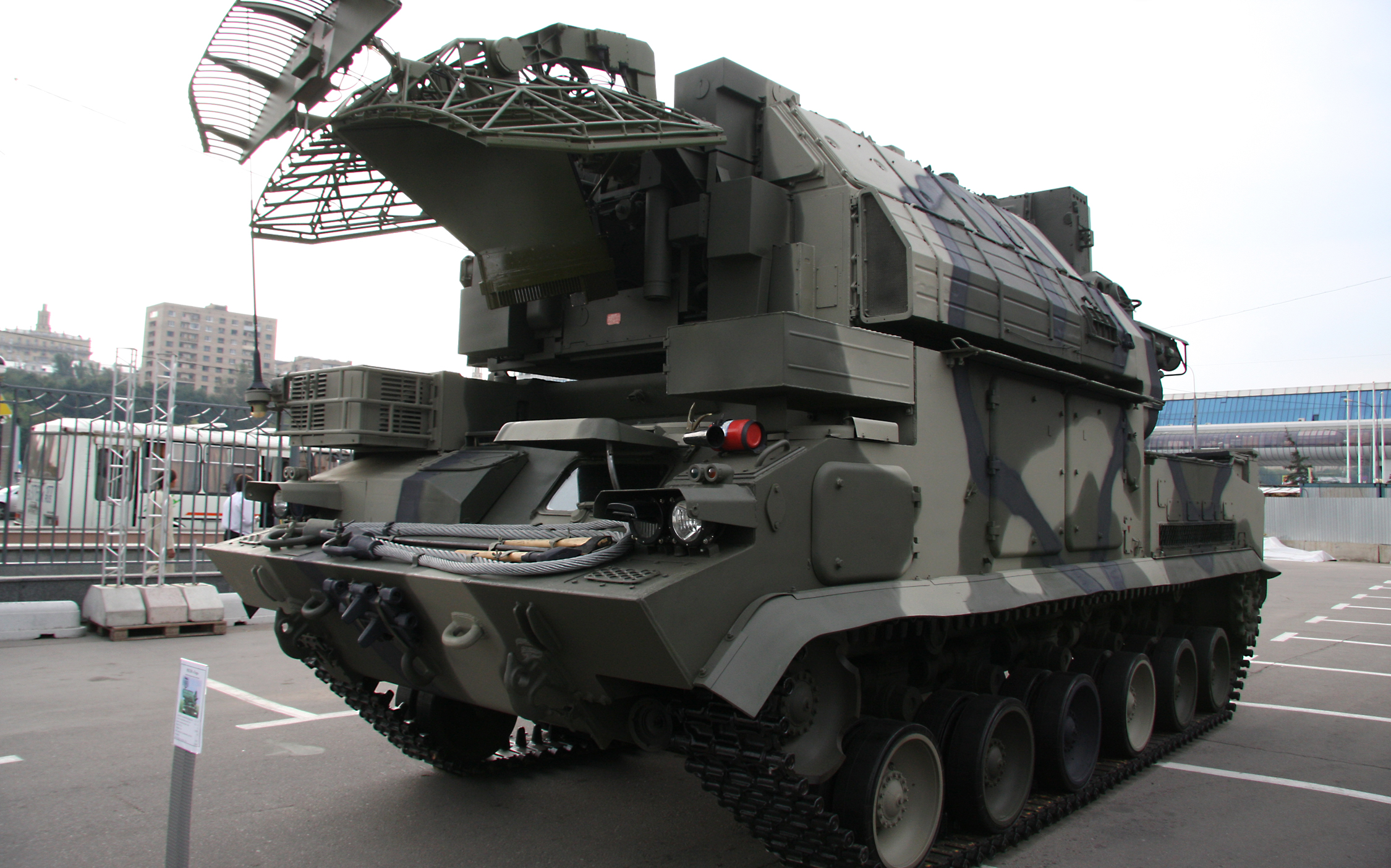
9K330 Tor
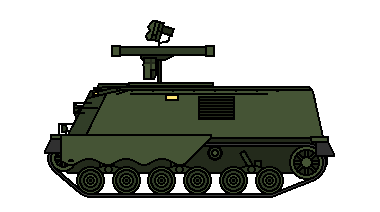
Luftvärnsrobotvagn 701
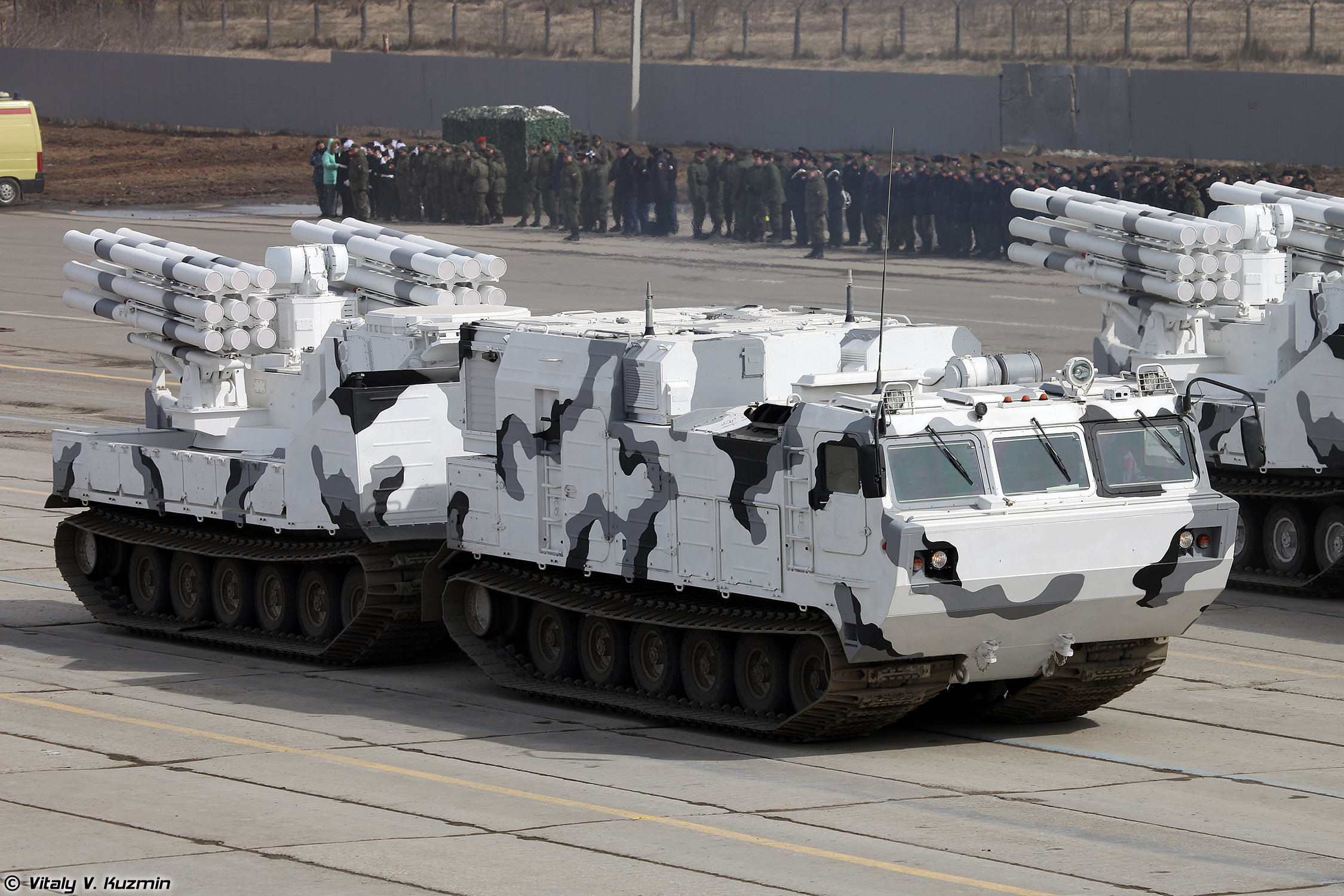
Pantsir-SA
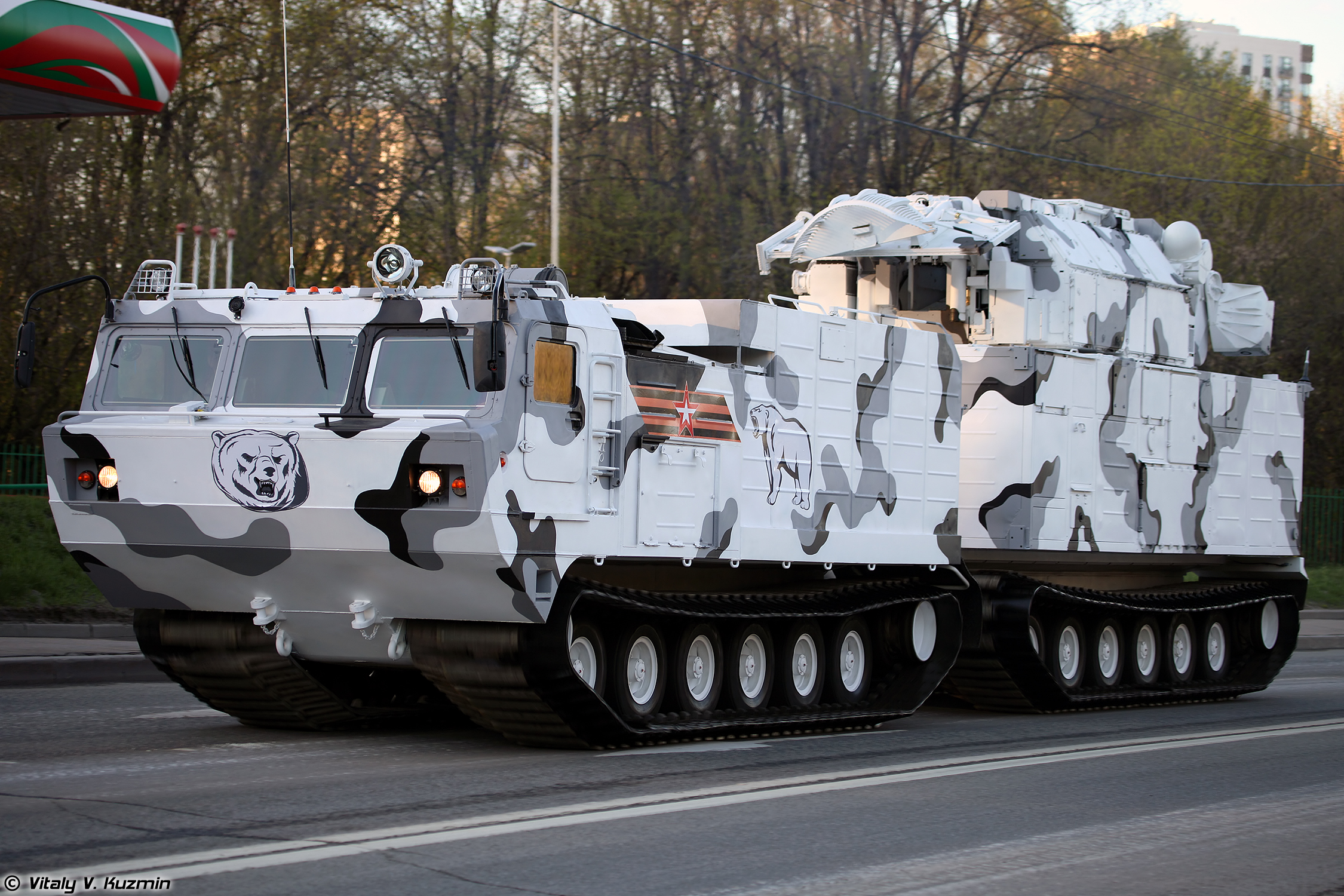
Tor-M2DT